# KS Anilana Łódź
Le KS Anilana Łódź est un ancien club de handball qui se situe à Łódź en Pologne et ayant existé entre 1948 et 1997.

## Noms
- 1948-1963 : KS Chemia Łódź
- 1963-1970 : KS Unia Łódź
- 1970-1997 : KS Anilana Łódź

## Palmarès
- Championnat de Pologne (1) : 1983
  - Vice-champion en 1977, 1984, 1985, 1986, 1987
- Coupe de Pologne (2) : 1973, 1977